# Atrichopleura argyriventris
Atrichopleura argyriventris är en tvåvingeart som beskrevs av Becker 1919. Atrichopleura argyriventris ingår i släktet Atrichopleura och familjen dansflugor. Inga underarter finns listade i Catalogue of Life.